# Tweehuis
Tweehuis (Fries: Twahûs) is een buurtschap in de gemeente De Friese Meren, in de Nederlandse provincie Friesland.
Het is gelegen ten noordoosten van Joure en ten noordwesten van Vegelinsoord, waar het formeel onder valt. De buurtschap ligt aan de gelijknamige weg. Soms wordt ook de bewoning aan de Vegelinsweg, rond de T-splitsing met de Tweehuis tot aan het kanaal Het Deel bij de buurtschap gerekend. Daarmee zou het veel groter zijn dan het oorspronkelijk was.
De oorspronkelijk nederzetting is ook aan Het Deel ontstaan. Het is als een satellietnederzetting van Sythuizen ontstaan. Er werd aan de andere kant van het water, van Sythuizen, een dubbele boerderij geplaatst. In het begin van de 18e eeuw wordt de plaats voor het eerst vermeld. Tot 1954 viel de buurtschap net als Sythuizen onder Haskerdijken. Maar na een grenscorrectie, waarbij de grens bij het water werd verlegd, valt het onder Vegelinsoord.
Hoofdplaats: Joure     Stad: Sloten

Dorpen en gehuchten: Akmarijp · Bakhuizen · Balk · Bantega · Boornzwaag · Broek · Delfstrahuizen · Dijken · Doniaga · Echten · Echtenerbrug · Eesterga · Elahuizen · Follega · Goingarijp · Harich · Haskerhorne · Idskenhuizen · Kolderwolde · Langweer · Legemeer · Lemmer · Mirns · Nijehaske · Nijemirdum · Oldeouwer · Oosterzee · Oudega · Oudehaske · Oudemirdum · Ouwster-Nijega · Ouwsterhaule · Rijs · Rohel · Rotstergaast · Rotsterhaule · Rottum · Ruigahuizen · Scharsterbrug · Sint Nicolaasga · Sintjohannesga · Snikzwaag · Sondel · Terhorne · Terkaple · Teroele · Tjerkgaast · Vegelinsoord · Wijckel

Buurtschappen: Ballingbuur · Bargebek · Boornzwaag over de Wielen · Brekkenpolder · Commissiepolle · De Rijlst · Delburen · Finkeburen · Heide · Hooibergen · Nieuw Amerika · Onland · Schoterzijl (deels) · Schouw · Spannenburg · Tacozijl · Trophorne · Tweehuis · Vierhuis · Vrisburen · Westerend-Harich · Zevenbuurt

Friesland: Steden en dorpen      Nederland: Provincies · Gemeenten